# ARPANET
La xarxa d'ordinadors "ARPANET" (Advanced Research Projects Agency Network) va ser creada per encàrrec del Departament de Defensa dels Estats Units com a mitjà de comunicació per als diferents organismes del país. El primer node es va crear a la Universitat de Califòrnia i va ser l'eix central d'Internet fins al 1990, després de finalitzar la transició al protocol TCP/IP el 1983.

## Rerefons
El concepte d'una xarxa d'ordinadors capaç de comunicar usuaris en diferents ordinadors va ser formulat per J. C. R. Licklider a Bolt, Beranek and Newman (BBN), l'agost de 1962, dins una sèrie de notes que discutien la idea de "xarxa galàctica".
A l'octubre del mateix any, Licklider va ser convocat per l'ARPA (Agència d'Investigació de Projectes Avançats) pertanyent al Departament de Defensa dels Estats Units. En aquest fòrum, va convèncer Ivan Sutherland i Bob Taylor de la importància del concepte abans d'abandonar l'agència, i abans d'iniciar qualsevol mena de treball.
Al mateix temps, Paul Baran estava treballant des de 1959 en la RAND Corporation en una xarxa segura de comunicacions capaç de sobreviure a un atac amb armes nuclears, amb finalitats militars.
Els seus resultats es van publicar a partir de 1960, i en ells es descrivien dues idees clau: 
- L'ús d'una xarxa descentralitzada amb múltiples camins entre dos punts.
- La divisió de missatges complets en fragments que seguirien camins diferents. La xarxa estaria capacitada per a respondre davant de les seves pròpies errades.

El resum final d'aquest esquema es va presentar el 1962 i es va publicar el 1964.
A la mateixa època, Leonard Kleinrock ja treballava en el concepte d'emmagatzemar i reenviar missatges en la seva tesi doctoral en el MIT. Això incloïa una important anàlisi de la teoria de cues aplicada a les xarxes de comunicacions (publicat el 1964). El seu treball encara no incloïa la idea de fragmentació en paquets.
Finalment, Donald Davies, del Laboratori Nacional de Física va començar a relacionar tots aquests conceptes el 1965, després d'assistir a una conferència en el Regne Unit sobre multiplexació en el temps. La seva investigació es va efectuar independentment dels treballs de Baran, dels quals no va tenir coneixement fins al 1966. Casualment, va ser Davies qui va començar a utilitzar el terme "paquet".
D'aquesta manera, quatre centres d'investigació independents (DARPA, la corporació RAND, el MIT i NPL al Regne Unit) acabarien convertint-se en els primers nodes experimentals d'ARPANET.

## Orígens
En el decurs de tots aquests treballs, ARPA i Taylor seguien interessats a crear una xarxa d'ordinadors. Al final de 1966, Taylor va contactar amb Lawrence G. Roberts (del Laboratori Lincoln, en el MIT) amb l'objectiu que encapçalés el projecte de creació de la nova xarxa. Roberts ja coneixia Davies gràcies a l'esmentada conferència sobre multiplexació en el temps.
El concepte original de Roberts consistia a utilitzar la tècnica de multiplexació en el temps unint màquines directament amb cables telefònics. En una de les primeres reunions (de 1967), molts participants no estaven disposats que els seus ordinadors haguessin de gestionar línies telefòniques. Un d'aquests participants, Wesley A. Clark, va tenir la idea d'usar petits ordinadors separats només per a gestionar els enllaços de comunicacions. Aquesta idea va permetre descarregar de treball les computadores principals, a més d'aïllar la xarxa de la distinta natura de cada computadora.
Sobre aquesta base va començar el disseny inicial d'ARPANET. Roberts va presentar el seu primer pla en un simposi de 1967. En aquest mateix esdeveniment es trobava present Roger Scantlebury, col·laborador de Davies. Gràcies a aquesta trobada, van discutir la idea de la commutació de paquets, i va permetre a Roberts conèixer la feina de Baran.

## Naixement d'ARPANET

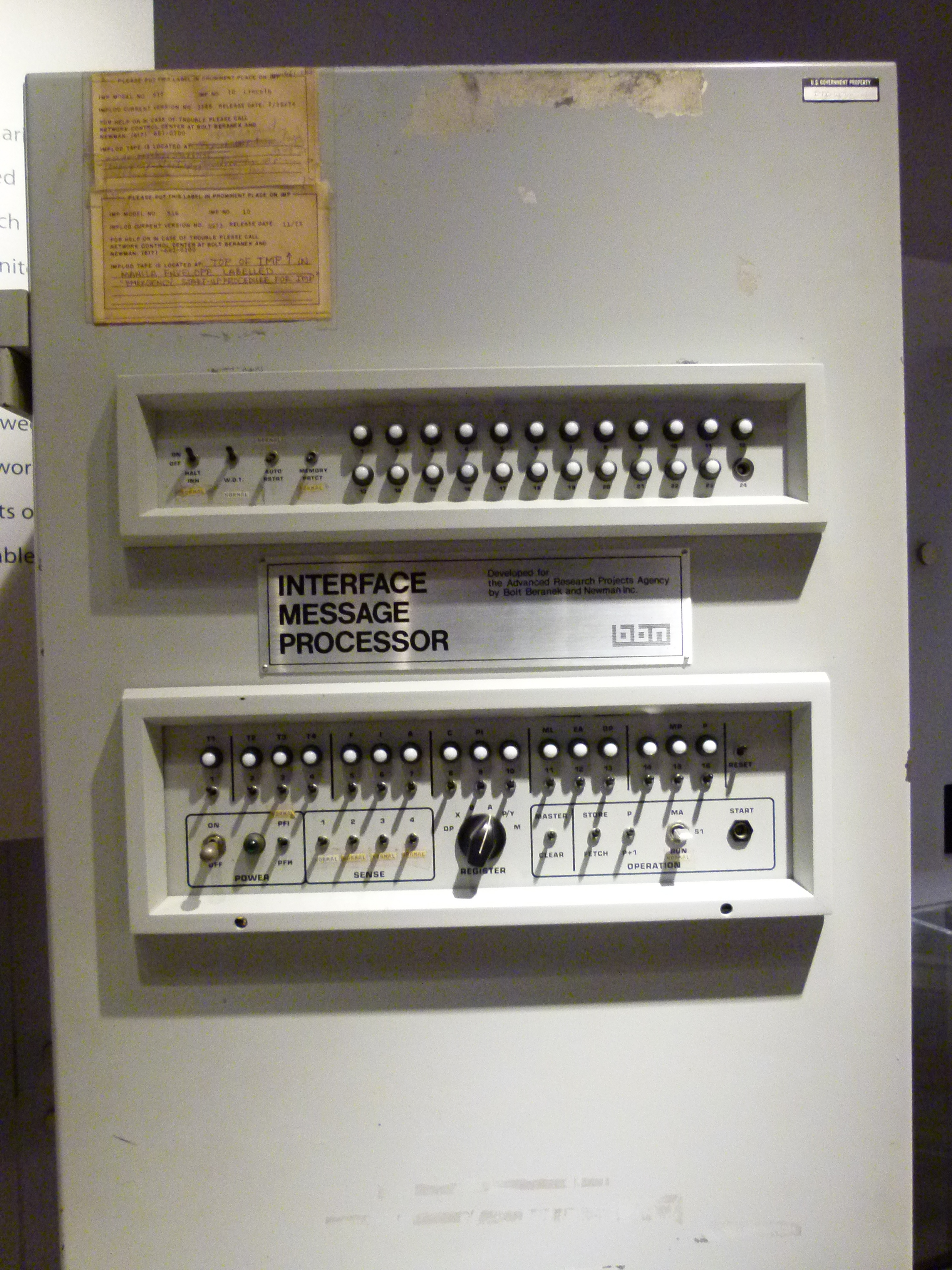
IMP exposat al Computer History Museum

L'estiu de 1968 ja existia un pla complet aprovat per ARPA. De manera que es va celebrar un concurs amb 140 potencials proveïdors. Tanmateix, només 12 va presentar propostes. El 1969, el contracte es va adjudicar a BBN (on havia treballat Lickliderel, creador del concepte de Xarxa Galàctica).
L'oferta de BBN seguia el pla de Roberts. Els petits ordinadors es van denominar Processadors de la interfície de missatges (IMPs). Aquests processadors implementaven la tècnica d'emmagatzemar i reenviar i utilitzaven un mòdem telefònic per a connectar-se a altres equips (a una velocitat de 50 kbits per segon). Els ordinadors centrals es connectaven als IMPs mitjançant interfícies sèrie a mida.
Els IMP es van implementar inicialment amb ordinadors DDP-516 de Honeywell. Comptaven amb 24 kilobytes de memòria principal amb capacitat per a connectar un màxim de quatre ordinadors centrals, comunicar-los amb altres sis IMP remots.
BBN va tenir disponible tot el maquinari i el programari necessari en tan sols nou mesos.

## Primer desplegament
L'ARPANET inicial consistia en quatre IMP instal·lats en:
- UCLA, on Kleinrock va crear el Network Measurement Center (Centre de Mesura de Xarxa). Un ordinador SDS Sigma 7 va ser el primer a connectar-se.
- L'Augmentation Research Center a l'Institut d'investigació de Stanford, on Doug Engelbart va crear el nou sistema NLS, un incipient sistema d'hipertext. Un ordinador SDS 940 va ser el primer a connectar-se.
- La Universitat de Califòrnia, amb un IBM 360.
- El Departament Gràfic de la Universitat de Utah, on Ivan Sutherland es va traslladar. Amb un PDP-10 inicialment connectat.

El primer enllaç d'ARPANET es va establir el 21 de novembre de 1969 entre UCLA i Stanford. el 5 de desembre del mateix any, tota la xarxa inicial estava preparada.
El març de 1970 ARPANET va creuar fins a la costa est dels Estats Units quan la mateixa BBN es va unir a la xarxa. El 1971 ja existien 23 ordinadors connectats, pertanyents a universitats i centres d'investigació. Aquest nombre va créixer fins a 213 ordinadors el 1981 amb una nova incorporació cada 20 dies de mitjana.

## Programari desenvolupat
El 1971, Ray Tomlinson de la BBN va inventar el correu electrònic. El 1973, el protocol FTP ja estava definit i implementat, facilitant el moviment de fitxers en ARPANET. Llavors el 75% del tràfic ja era a causa de l'èxit del correu electrònic. També es va especificar un protocol per a transmissió de veu (RFC 741), que va arribar a implementar-se però que va fracassar per motius tècnics.

### Publicacions generals
- Arthur Norberg, Judy E. O'Neill, Transforming Computer Technology: Information Processing for the Pentagon, 1962-1982 (Johns Hopkins University, 1996) pp. 153–196
- A History of the ARPANET: The First Decade (Bolt, Beranek and Newman, 1981)
- Katie Hafner, Where Wizards Stay Up Late (Simon and Schuster, 1996)
- Janet Abbate, Inventing the Internet (MIT Press, Cambridge, 1999) pp. 36–111
- Peter H. Salus, Casting the Net: from ARPANET to Internet and Beyond (Addison-Wesley, 1995)
- M. Mitchell Waldrop, The Dream Machine: J.C.R. Licklider and the Revolution That Made Computing Personal (Viking, New York, 2001)

### Referència tècnica detallada
- Paul Baran, On Distributed Communications
- Paul Baran, On Distributed Communications Networks (IEEE Transactions on Communications Systems, March 1964)
- Leonard Kleinrock, Communication Nets: Stochastic Message Flow and Design (McGraw-Hill, 1964)
- Frank Heart, Robert Kahn, Severo Ornstein, William Crowther, David Walden, The Interface Message Processor for the ARPA Computer Network (1970 Spring Joint Computer Conference, AFIPS Proc. Vol. 36, pp. 551-567, 1970)
- Severo Ornstein, Frank Heart, William Crowther, S. B. Russell, H. K. Rising, and A. Michel, The Terminal IMP for the ARPA Computer Network (1972 Spring Joint Computer Conference, AFIPS Proc. Vol. 40, pp. 243–254, 1972)
- John McQuillan, William Crowther, Bernard Cosell, David Walden, and Frank Heart, Improvements in the Design and Performance of the ARPA Network (1972 Fall Joint Computer Conference, AFIPS Proc. Vol. 41, Pt. 2, pp. 741–754, 1972)
- Stephen Carr, Stephen Crocker, Vinton Cerf. Host-Host Communication Protocol in the ARPA Network (1970 Spring Joint Computer Conference, AFIPS Proc. Vol 36, pp. 589–598, 1970)
- Feinler, E.; Postel, Jon B. ARPANET Protocol Handbook (Network Information Center, Menlo Park, 1978)

### En anglès
- Looking back at the ARPANET effort Arxivat 2010-05-18 at Archive-It
- The Computer History Museum Imatges i mapes d'ARPANET de 1964 en endavant.
- Mapes d'ARPANET Arxivat 2012-04-19 a Wayback Machine. 1967 a 1977
- Anècdota personal del primer missatge enviat per la ARPANET
- The Internet Society History Page Arxivat 2007-06-04 a Wayback Machine.